# Agadi, Haveri
Agadi là một làng thuộc tehsil Haveri, huyện Haveri, bang Karnataka, Ấn Độ.